# Giallo (film, 2009)
Pour les articles homonymes, voir Giallo (homonymie).
Pour plus de détails, voir Fiche technique et Distribution.
Giallo est un film italien réalisé par Dario Argento et sorti en 2009.
Giallo n'est pas un giallo à proprement parler car le visage du tueur est révélé bien avant la fin du film ; ce titre est néanmoins un clin d'œil au genre qu'a popularisé Dario Argento dès les années 1970. Giallo est aussi le surnom du tueur du film qui a la peau jaune (« giallo » en italien).

## Synopsis
À Turin, un mystérieux individu enlève deux jeunes filles, Keiko et la jeune mannequin Céline, en se faisant passer pour un chauffeur de taxi. Céline est séquestrée au moment où elle est au téléphone dans le taxi avec Linda, sa sœur. Linda, alarmée par l'appel interrompu et le retard de sa sœur à rentrer chez elle, se tourne vers la police. Linda est accueillie au commissariat par Enzo Avolfi, un jeune inspecteur qui a rejoint la police après avoir poignardé à mort le boucher qui assassinait sa mère sous ses yeux. L'homme est bientôt convaincu qu'il a affaire au tueur en série qu'il traque depuis longtemps : « Il Giallo », qui enlève de belles femmes étrangères dans son taxi sans licence. Après les avoir droguées, le tueur procède à leur mutilation et finalement à leur meurtre. Il photographie ses actes afin que les photos lui procurent une satisfaction sexuelle personnelle.
Lorsque Keiko est retrouvée enveloppée dans du plastique et apparemment morte juste devant l'entrée du couvent de la ville, l'inspecteur Avolfi, arrivé entre-temps, parvient à recueillir les dernières paroles de la jeune fille agonisante. Les ayant fait traduire du japonais, Avolfi découvre que la jeune fille, après avoir prié Bouddha à plusieurs reprises, répète le mot « giallo ». Ils se rendent à la morgue, où Linda réalise que le visage du tueur pourrait être jaune, alors que le médecin légiste confirme à Enzo que la peau jaunâtre est un symptôme de maladie du foie, ainsi le tueur pourrait être sur la liste d'attente pour un nouveau foie. C'est alors qu'Avolfi aperçoit de loin un homme qui a le teint jaunâtre. Alarmé, ce dernier parvient toutefois à s'échapper. Cependant, Avolfi retrouve l'identité de l'homme, qui s'appelle Flavio Volpe.
Pendant ce temps, Céline profite de l'absence de son ravisseur pour se libérer et s'échapper de sa prison. Mais au moment de partir, elle est à nouveau rattrapée par Volpe. La jeune fille, se rendant compte des problèmes mentaux et physiques dont souffre son ravisseur, le convainc de se tourner vers sa sœur pour se faire soigner à l'étranger en échange de sa liberté. Volpe accepte et se rend seul chez Linda, qui décide de l'aider. Mais au moment où ils partent, Linda reçoit la visite d'Avolfi, qui déclare avoir localisé la prison de sa sœur. Interloqué que Linda refuse de lui ouvrir la porte, Avolfi grimpe sur le toit de l'immeuble pour chercher une autre entrée et tombe sur Volpe et Linda qui s'éloigne. Après une brève fusillade et une bagarre tout aussi brève au cours de laquelle Linda tente en vain d'expliquer à Avolfi son pacte avec Volpe, le tueur en série tombe à travers une vitre et meurt en refusant de révéler où se trouve Céline. La police fouille l'appartement de Volpe, mais ne trouve pas Céline, puis la cherche sans succès dans une usine à gaz abandonnée où Avolfi pensait la trouver.
Linda commence à reprocher à Avolfi d'avoir fait capoter son plan, car Giallo allait lui révéler l'endroit où se trouve sa sœur. Avolfi essaie de convaincre Linda qu'on ne pouvait pas faire confiance à Giallo et qu'il ne se serait jamais trahi. Avolfi s'éloigne ensuite tandis que Linda continue de le houspiller. Mais dans un parking souterrain, un agent de sécurité entend des bruits et remarque un filet de sang s'écoulant d'un taxi garé. Dans le coffre de la voiture se trouve Céline, blessée mais vivante.

## Fiche technique
- Titre original et français : Giallo
- Réalisation : Dario Argento
- Scénario : Dario Argento, Jim Agnew, Sean Keller
- Photographie : Frederic Fasano
- Montage : Roberto Silvi
- Musique : Marco Werba
- Décors : Davide Bassan (it)
- Costumes : Stefania Svizzeretto
- Production : Claudio Argento, Donald A. Barton, Adrien Brody, Rafael Primorac, Richard Rionda Del Castro
- Pays de production :  Italie
- Langue originale : anglais
- Format : Couleurs - 1,85:1 - Son Dolby Digital - 35 mm
- Durée : 89 minutes
- Genre : giallo
- Dates de sortie :
  - Royaume-Uni : 25 juin 2009 (Festival international du film d'Édimbourg)
  - France : 27 octobre 2009 (Sainte-Maxime) ; 25 mai 2011 (DVD)
  - Belgique : 12 avril 2010 (Festival international du film fantastique de Bruxelles)
  - Italie : 29 mai 2010 (Fantafestival) ; 3 novembre 2010 (DVD)
- interdit aux moins de 12 ans

## Distribution
- Adrien Brody : Commissaire Enzo Avolfi / Flavio Volpe, le tueur Giallo
- Emmanuelle Seigner : Linda Jefferson
- Elsa Pataky : Céline Jefferson
- Robert Miano : Inspecteur Mori
- Daniela Fazzolari (it) : Sophia
- Valentina Izumi Cocco (it) : Keiko
- Taiyo Yamanouchi (it) : Toshi
- Giuseppe Loconsole (it) : le boucher
- Nicolò Morselli : Enzo Avolfi enfant
- Cristiana Maffucci : Violetta
- Silvia Spross : la victime russe
- Andrea Redavid : l'agent de police
- Liam Riccardo : Flavio Volpe enfant / Giallo

## Production
En novembre 2007, Dario Argento reçoit un scénario écrit par les Américains Jim Agnew et Sean Keller sur un tueur qui parcourt la ville de Turin en se faisant passer pour un chauffeur de taxi à la recherche de victimes féminines. Argento décide de réaliser le film sans avoir été impliqué dans le processus d'écriture : « Ils sont venus me voir et m'ont dit que le scénario avait été conçu pour moi, dans la mesure où l'histoire se déroulait en Italie ». Le scénario est annoncé comme un « hommage satirique » au genre giallo,. Le tournage devait commencer en février 2008, dans la ville italienne de Turin, le même lieu de tournage que pour le film précédent d'Argento, La Troisième Mère (2007). Il est annoncé que le tournage va avoir lieu en langue anglaise. Le tournage débute effectivement le 12 mai 2008.

### Choix des interprètes
En janvier 2008, Argento révèle qu'il a confié les rôles principaux à Ray Liotta, Vincent Gallo et Asia Argento, mais le mois suivant, Gallo, l'ex-petit ami d'Asia Argento, déclare dans une interview au New York Daily News qu'il essayait de se retirer de la production du film parce qu'il ne voulait plus côtoyer Asia.
Ensuite, pour choisir définitivement les protagonistes de son film, Dario Argento s'est appuyé sur les expériences professionnelles et personnelles de son collègue Roman Polanski, dont la femme Emmanuelle Seigner participe au film dans un rôle secondaire, excluant complètement les noms de Liotta, Gallo et Asia Argento.
En effet, Adrien Brody, vedette du Pianiste (2002), film pour lequel il a reçu l'Oscar du meilleur acteur et qui l'a définitivement lancé dans le monde du cinéma, a été choisi comme acteur principal. Dans Giallo, Adrien Brody joue un double rôle : celui de l'inspecteur Enzo Avolfi (un rôle écrit à l'origine pour Liotta) et celui de l'antagoniste, le tueur en série Flavio Volpe dit Giallo (le rôle original de Gallo) ; pour le second rôle, rendu possible par le savant maquillage de Sergio Stivaletti, l'acteur est crédité sous le nom de Byron Deidra, anagramme de son vrai nom.

## Exploitation
Giallo a été projeté pour les professionnels du secteur au marché du Festival de Cannes les 13 et 14 mai 2009. Le 25 juin, il est projeté au Festival du film d'Édimbourg. Giallo est ensuite projeté lors du 28e Festival international du film fantastique de Bruxelles, qui se tient du 8 au 20 avril 2010 en Belgique, et à nouveau lors du 30e Fantafestival, à Rome en mai 2010 ; pendant la projection, le compositeur Marco Werba interprète en direct au piano les thèmes musicaux du film en synchronisation avec les images.

### Litige judiciaire lors de la sortie
La sortie du film dans les cinémas italiens a été annoncée pour la fin du mois d'octobre 2009. En avril 2010, les droits de doublage et de distribution DVD du film ont été cédés en Italie. Giallo sort en Italie directement en vidéo le 3 novembre 2010, distribué par Dall'Angelo Pictures. En octobre 2010, l'acteur Adrien Brody, protagoniste du film, se plaint de ne pas recevoir son salaire et attaque devant la cour fédérale de Californie la société de production pour rupture de contrat, fraude et détournement de son image publique, demandant le blocage de la distribution du film en vidéo. Le contrat de l'acteur stipulait aussi qu'il jouissait d'un droit de regard sur le montage du film et que ce droit lui aurait été refusé. Le procès de l'acteur n'a pas mis en péril la distribution italienne du film en vidéo car les effets du litige étaient limités au seul territoire américain.
Quelques jours après l'annonce du procès d'Adrien Brody, le réalisateur Dario Argento a fait savoir qu'il n'était absolument pas impliqué dans cette affaire. Pour témoigner un maximum de solidarité à Brody, Argento renonce à participer à la promotion italienne du DVD du film, qui avait été prévue le 1er novembre à Milan et le 2 novembre à Rome. Le 24 novembre 2010, le conflit juridique entre Adrien Brody et le producteur américain Richard Rionda Del Castro prend fin : un juge fédéral de Los Angeles tranche en faveur de l'acteur. L'acteur a obtenu le paiement des premiers honoraires du contrat (640 000 dollars américains) et 2 millions de dollars supplémentaires pour rupture de contrat, fraude et détournement de son image publique.
Adrien Brody n'a pas tenté de bloquer la distribution en vidéo sur le territoire américain : les distributeurs américains peuvent mettre le film en vente aux Etats-Unis à la condition qu'ils retirent les deux images de Brody sur les jaquettes du DVD (puisqu'il y a détournement de l'image publique de l'acteur, un délit reconnu par la Cour fédérale de Californie). Le 24 janvier 2011, les distributeurs italiens du film ont confirmé la résolution du litige. Le 1er juillet 2011, le film, distribué par le Groupe Lumière Multimediale, est sorti dans les salles de cinéma italiennes sous le titre Giallo/Argento.
En mai 2015, Hannibal Pictures annonce avoir, conjointement avec Giallo Production Ltd, poursuivi Dario Argento et son frère Claudio pour fraude, rupture de contrat et dommages et intérêts. La production américaine affirme que la société Sigma Films d'Argento leur aurait promis un paiement de 1 400 000 euros (2 200 000 dollars de l'époque) en échange des droits italiens et de la participation à la production d'une autre maison d'Argento, Opera Films. Cette somme, qui représentait un tiers du budget de Giallo, n'aurait jamais été payée, et Sigma Films a été fermée « discrètement » en 2008 par les frères Argento, la dette n'ayant toujours pas été remboursée. Hannibal accuse Dario et Claudio Argento de continuer à toucher leurs salaires de réalisateur et coproducteur, soit près de 400 000 dollars, en feignant d'ignorer le litige. Hannibal Pictures et Giallo Production Ltd affirment être parvenu à payer l'équipe et les acteurs (dont Adrien Brody), non sans difficulté, et qu'il appartient désormais au procureur Stefano Pesci de faire la lumière sur cette affaire.
Dans une interview en date de janvier 2010, Dario Argento déclare que le film a été volontairement ostracisé en Amérique en raison des retards et des obstacles qu'il a subis pour sa distribution. Dans une interview précédente, il avait également noté qu'il n'appréciait pas les coupes et les changements que les producteurs avaient effectués contre sa volonté pour rendre le film plus commercial et qu'il ne se sentait plus personnellement attaché au projet. 

## Accueil critique
Dans l'ensemble, Giallo est éreinté par les critiques. Le site Écran large écrit « Même en décrivant une à une les innombrables aberrations contenues dans ce qu’il est difficile de nommer scénario (pas d’enchaînement dramatique, aucun rebondissement, et une étrange absence de fin), il est impossible de décrire l’ampleur du massacre. Giallo surpasse aisément en nullité tous les nanars précédemment réalisés par Argento, faisant de la réplique foireuse un sacerdoce et du plan improbable un leitmotiv », tandis que pour DevilDead, « Rire devant Giallo est d'ailleurs la meilleure attitude à adopter face un spectacle opportuniste et trompeur. L'ambiance polar à l'européenne n'est qu'une grossière façade puisque Giallo n'est qu'un thriller américain de deuxième partie de soirée. La douche sera d'autant plus froide pour les spectateurs fans du travail d'Argento ». Pour Ondacinema, « Giallo est un paquet bien emballé pour le marché de la vidéo et nous répétons qu'il est, après tout, bien mieux qu'il ne soit pas sorti en salles. Même le spectateur le plus affectueux, nous en sommes sûrs, aura du mal à l'accepter comme un film de Dario Argento ».